# Chatswood (Nouvelle-Galles du Sud)
Pour les articles homonymes, voir Chatswood.
 (février 2014).
Si vous disposez d'ouvrages ou d'articles de référence ou si vous connaissez des sites web de qualité traitant du thème abordé ici, merci de compléter l'article en donnant les références utiles à sa vérifiabilité et en les liant à la section « Notes et références ».
Chatswood est une banlieue et un quartier d'affaires de Sydney situé à 10 km au nord du centre ville de Sydney. 
Elle fait partie de la ville de Willoughby. Au recensement de 2011, Chatswood avait une population de 21 194 habitants et une superficie de 2,9 km2.

## Histoire
Chatswood a été nommé d'après Charlotte Harnett, épouse du maire de Willoughby, Richard Harnett (un pionnier du quartier). Le surnom vient de son surnom Chattie et a été ramenée de Chattie à Chatswood.
L'établissement résidentiel de Chatswood a commencé en 1876 et a grandi avec l'installation de la ligne de chemin de fer de North Shore (Sydney) (en) en 1890 et a également augmenté avec l'ouverture du Harbour Bridge en 1932.
Le bureau de poste de Chatswood fut ouvert le 1er août 1879, fermée en 1886 et rouverte en 1887.

## Économie

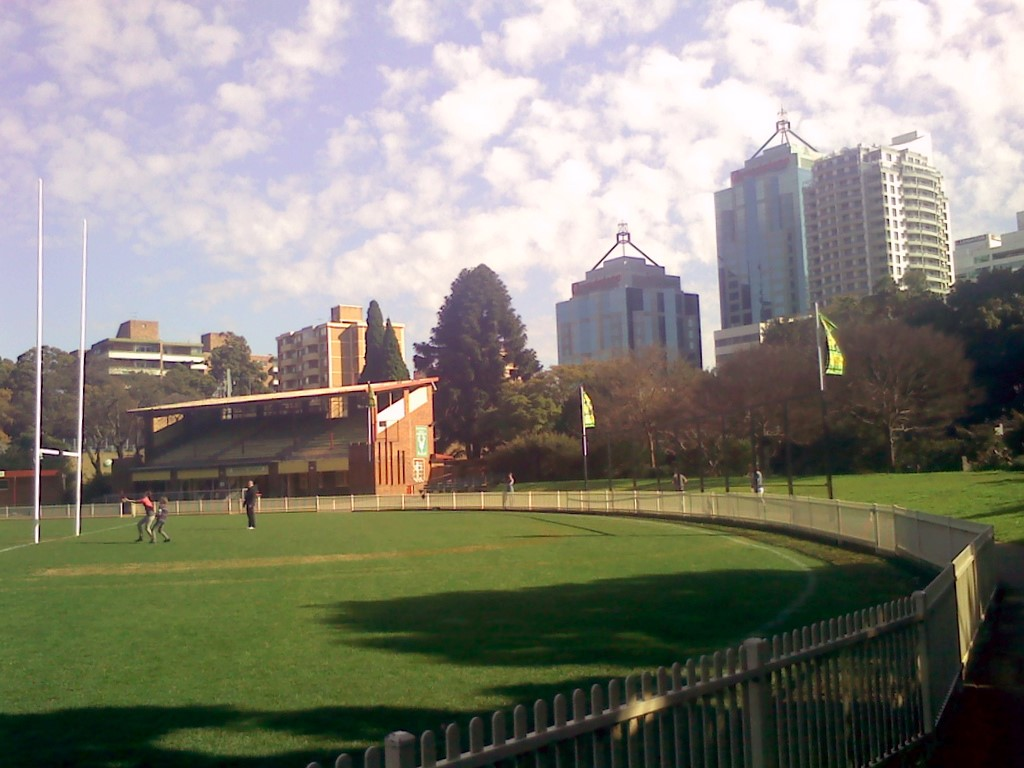
Chatswood Oval

Chatswood est l'un des principaux quartiers commerciaux du North Shore. Le siège australiens de RSE Limited, Snackfood of Smith, Abigroup, Coffey, Pepsico et Carter Holt Harvey ainsi que des bureaux de Nortel Networks, Optus, Lenovo, NEC, Leighton Holdings et Cisco Systems sont situés à Chatswood. Un certain nombre de tours résidentielles à haute densité sont également situés à Chatswood.
Chatswood dispose de deux grands centres commerciaux, Chatswood Chase et Westfield Chatswood. Il y a aussi quelques petits centres commerciaux tels que Lemon Grove sur la rue piétonne et le Mandarin Centre à côté de Westfield, à l'angle de Albert Avenue et Victor Street. Metro Chatswood est un nouveau centre commercial actuellement[Quand ?] en construction au-dessus de la gare de Chatswood et de l'échangeur de bus, avec détail, de bureaux de grande hauteur et tours d'habitation. Le exchange était un petit centre commercial et l'échange de bus construit dans les années 1980 qui ont fourni un accès piétonnier entre les deux moitiés de Victoria Avenue, mais a été démoli pour permettre la construction de la ligne de chemin de fer de Chatswood à Epping puis Metro Chatswood.
Chatswood Chase, achevée en 1983, dispose d'un magasin David Jones, K Mart, Coles et 120 magasins spécialisés, mettant l'accent sur les marques créateur du label. Westfield Chatswood, détenue et gérée par le Groupe Westfield, ouvert à l'origine le 30 janvier 1986 et a été réaménagé dans les années 1990. Il comprend maintenant un magasin Myer, Coles, Toys 'R' Us, Rebel Sport, complexe de cinéma Hoyts, et 300 magasins spécialisés. Il y a aussi un deuxième complexe de cinéma Hoyts dans le «Mandarin Centre. Les marchés ont lieu chaque jeudi et vendredi à Chatswood Mall.
Il y a un certain nombre de restaurants chinois (y compris le cantonais), japonais et coréens. Il y a deux hôtels à Chatswood : Le Mantra, près de la gare et Chatswood Le Sebel, près du centre commercial Westfield. Le Chatswood Club, situé sur la rue adjacente à Pacific Highway, est une salle de site qui s'adresse à des mariages, des anniversaires, cocktails et autres fêtes de l'âge approprié.

## Transport

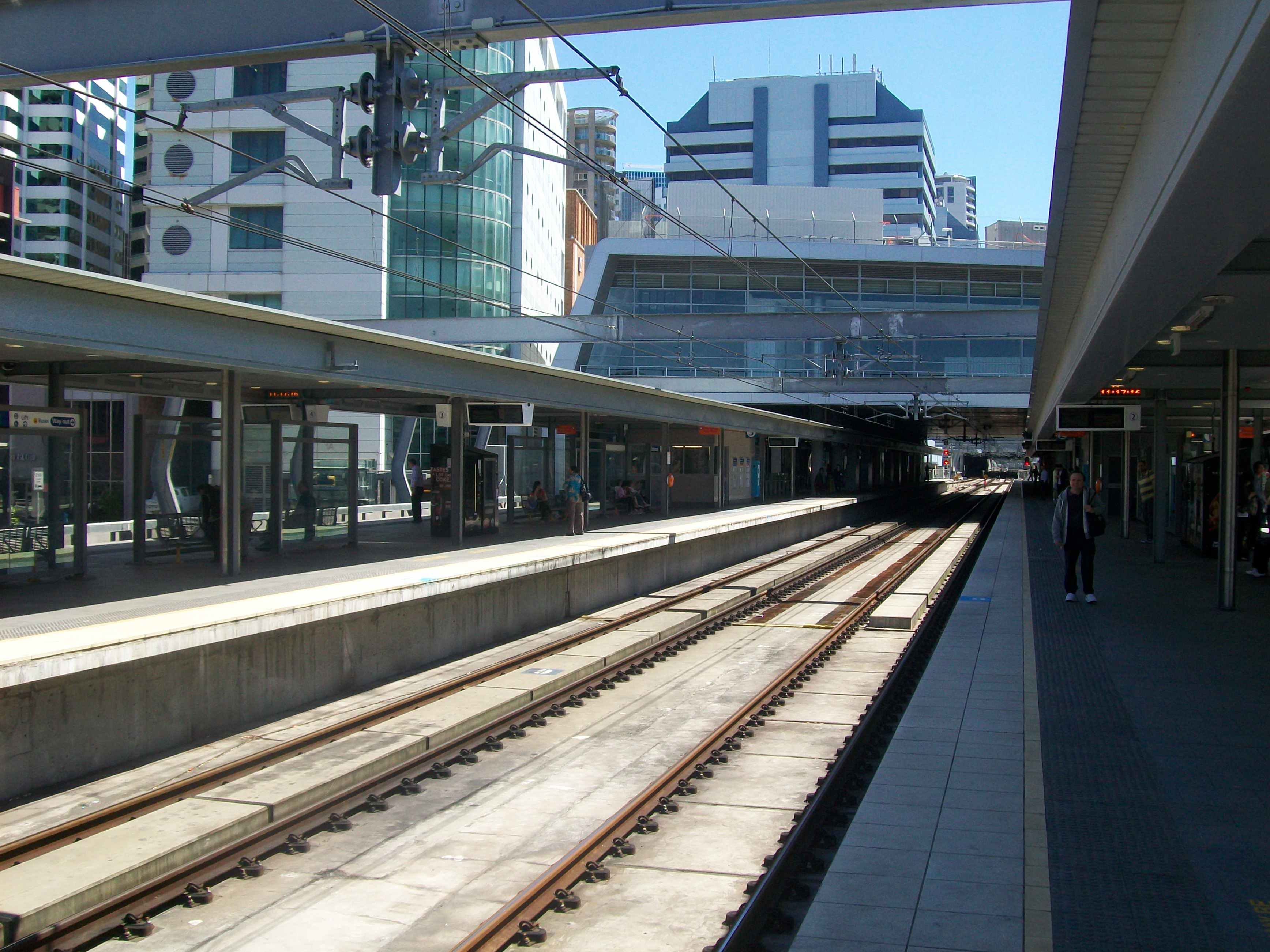
gare de Chatswood

La gare chatswood est la jonction de la ligne de North Shore, Northern et Western du réseau Sydney Trains. Les services ferroviaires fonctionnent au sud du Sydney CBD et continuent à l'ouest de Strathfield et au-delà. Les services ferroviaires vont du nord à Hornsby et les services aux heures de pointe passent à Gosford, Wyong et Newcastle. La station est devenue une jonction lorsque la ligne de chemin de fer de Chatswood à Epping fut ouverte en 2009, reliant Chatswood à Epping.
Chatswood est un terminus de bus important avec des services à Bondi Junction, Sydney, North Sydney, Mosman, Balmoral Beach, Manly, Warringah Mall / Brookvale, UTS Ku-ring-gai, Belrose, Narrabeen, Mona Vale, Eastwood, Gladesville, West Ryde, North Ryde, Macquarie University, Macquarie Park, Parramatta et Dundas. Un service de bus inter-États entre Sydney et Brisbane via North Shore s'arrête à Chatswood. Les routes principales à travers Chatswood comprennent la Pacific Highway, Mowbray Road, Boundary Street, Willoughby Road, East Valley Way et Victoria Avenue. Ce dernier forme une zone piétonne de la section qui traverse la zone commerciale principale.

## Culture

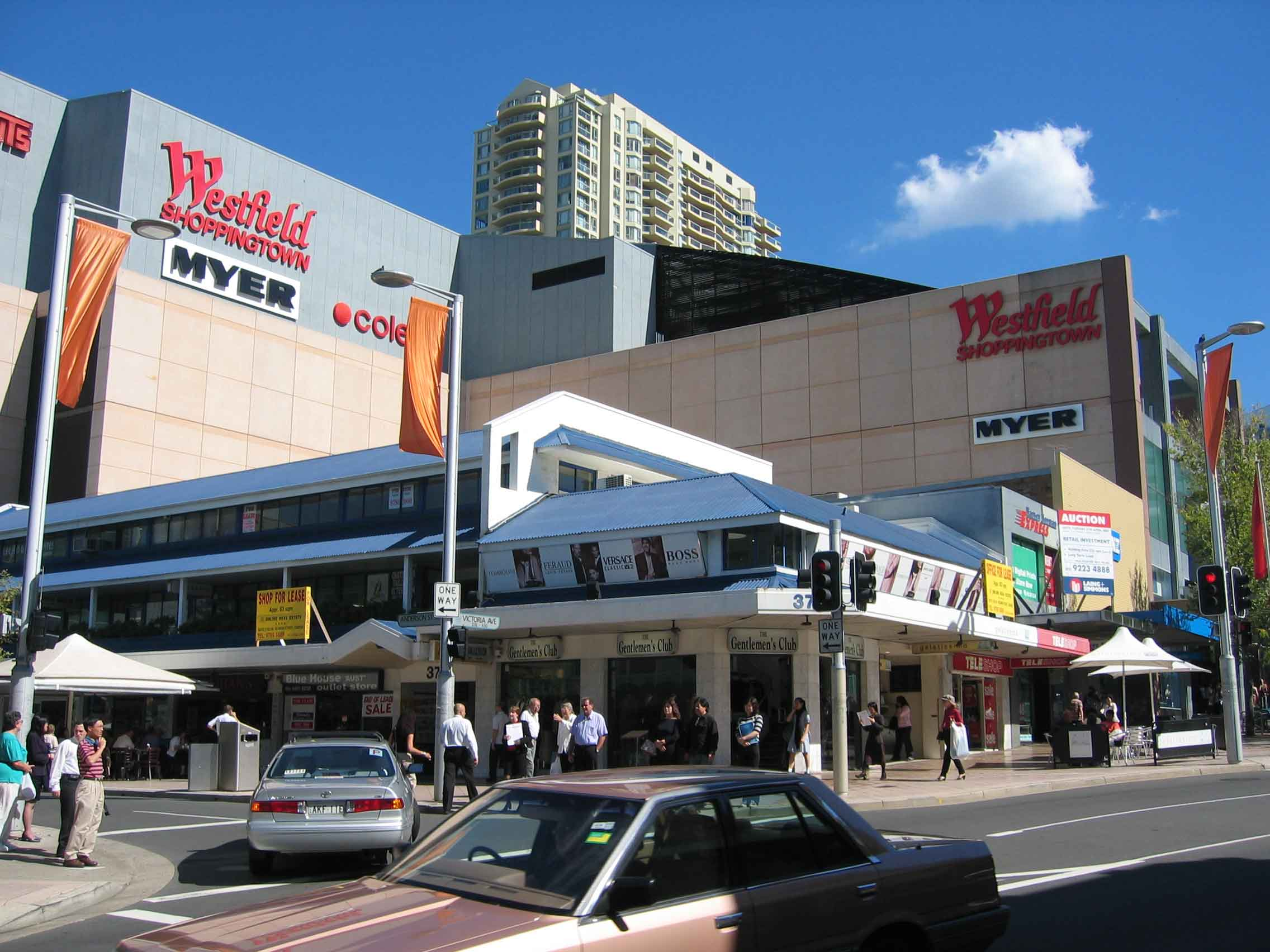
Westfield Chatswood

Le Willoughby Spring Party est un événement annuel à Chatswood. Le festival est le deuxième plus grand au nord de Sydney et est conçu comme le témoignage d'une Chatswood moderne, multiculturelle et prospère.
Willoughby Theatre Company (anciennement Willoughby Musical Society) est basée à Chatswood. Il se spécialise dans le théâtre musical. Chatswood Musical Society effectue également le théâtre musical, mais leurs manifestations sont mis en scène à Pymble. Le Théâtre Zenith met en scène deux comédies musicales et pièces de théâtre.
L'Orchestre symphonique de Willoughby est basé à Chatswood. Deux compagnies de danse partagent le Centre de danse et de musique. Un centre culturel chinois existe depuis 1996. Le Willoughby Historical Society gère le Musée de Willoughby à Boronia.
Un nouveau centre culturel appelé The Concourse, a été commandé par le Conseil de Willoughby en 2007 et a été achevée en 2011. Il s'ettend sur 5 000 mètres carrés. Il contient une bibliothèque, une salle de concert de 1 000 places, un théâtre de 500 places, des espaces d'exposition, des espaces commerciaux, des cafés et des restaurants. Le hall a été ouvert le 11 septembre par le gouverneur de NSW (New South Wales)
Chatswood abrite le Chatswood Market Mall et de nombreux autres événements, y compris le Nouvel An chinois, les célébrations de l'Australia Day et de nombreux magasins.
Chatswood Oval est situé au sud de la gare. Beauchamp Park, situé sur Beauchamp Avenue, dispose d'une aire de jeux, un ovale, un espace clôturé pour les chiens et une piste cyclable. Il a été nommé d'après William Lygon, 7e comte Beauchamp, le gouverneur de la Nouvelle-Galles du Sud . Chatswood se trouve à proximité du parc national de Lane Cove.